# Ryan Merriman
Ryan Earl Merriman (sinh ngày 10 tháng 4 năm 1983) là một nam diễn viên người Mỹ. Anh khởi đầu sự nghiệp với những vai diễn thiếu nhi từ giữa thập niên 1990 và đã xuất hiện trong hơn 30 bộ phim và chương trình truyền hình của Hollywood.

## Cuộc sống
Ryan Meriman sinh ra tại thành phố Choctaw, tiểu bang Oklahoma trong một gia đình gồm bố, mẹ và em gái. Sở thích của anh là cưỡi ngựa, bóng rổ, trượt tuyết, các môn thể thao dưới nước... Anh đã cưới Micol Duncan, một cô bạn gái thời trung học làm vợ.

## Sự nghiệp
Ryan Merriman tham gia đóng phim từ năm 1994. Anh đã tham gia đóng nhiều bộ phim thiếu nhi, tiêu biểu như The Luck of the Irish (2001) của hãng Disney. Sau này khi đã trưởng thành, anh còn tham gia diễn xuất trong một số bộ phim kinh dị như Final Destination 3 (2006).
| Năm  | Têm phim                  | Vai diễn                              | Chú thích                    |
| ---- | ------------------------- | ------------------------------------- | ---------------------------- |
| 2008 | The Hard Ride             | Jack McCall                           | Nhân vật chính               |
| 2008 | Comanche Moon             | Jake Spoon                            | Phim nhiều tập ngắn          |
| 2008 | Backwoods                 | Adam Benson                           | Phim tuần                    |
| 2007 | Home of the Giants        | Matt                                  | Nhân vật chính               |
| 2006 | Final Destination 3       | Kevin Fischer                         | Nhân vật nam chính           |
| 2005 | The Ring Two              | Jake                                  | Vai phụ                      |
| 2004 | Smallville                | Jason Dante                           | Phim truyền hình             |
| 2003 | Veritas: The Quest        | Nikko Zond                            | Vai chính; phim truyền hình  |
| 2002 | Taken                     | Sam Crawford - Adult                  | Vai phụ; phim nhiều tập ngắn |
| 2002 | Halloween: Resurrection   | Myles 'Deckard' Barton                |                              |
| 2002 | A Ring of Endless Light   | Adam Eddington                        | Phim truyền hình             |
| 2001 | The Luck of the Irish     | Kyle Johnson                          | Phim truyền hình             |
| 2001 | Dangerous Child           | Jack                                  | Phim truyền hình             |
| 1999 | Smart House               | Ben Cooper                            | Phim truyền hình             |
| 1999 | The Deep End of the Ocean | Sam Karras/Ben Cappadora - Age 12     |                              |
| 1996 | The Pretender             | Young Jarod (1996-2000)/Gemini (1999) | Phim truyền hình             |